# منطقة زمنية شرقية
المنطقة الزمنية الشرقية (بالإنجليزية: Eastern Time Zone)‏ هي المنطقة الزمنية للجزء الشرقي من الأمريكيتين بما في ذلك الولايات المتحدة، وأجزاء من شرق كندا، وولاية كينتانا رو في المكسيك، وبنما في أمريكا الوسطى، وكولومبيا، والبر الرئيسي للإكوادور، وبيرو، وجزء صغير من أقصى غرب البرازيل في أمريكا الجنوبية، إلى جانب بعض جزر الكاريبي والمحيط الأطلسي.
في الأجزاء الشمالية من المنطقة الزمنية، في يوم الأحد الثاني من شهر مارس، على الساعة 2:00 صباحًا بتوقيت شرق الولايات المتحدة، يتم تقديم الساعات حتى الساعة 3:00 صباحًا بتوقيت شرق الولايات المتحدة، مما يترك «فجوة» مدتها ساعة واحدة. في أول يوم أحد من شهر نوفمبر، على الساعة 2:00 صباحًا بتوقيت شرق الولايات المتحدة، يتم إرجاع الساعات إلى الساعة 1:00 صباحًا بتوقيت شرق الولايات المتحدة، وبالتالي «تكرار» ساعة واحدة. الأجزاء الجنوبية من المنطقة (بنما ومنطقة البحر الكاريبي) لا تعتمد التوقيت الصيفي.
أكبر مدينة في المنطقة الزمنية الشرقية هي نيويورك. وتعتبر منطقة العاصمة نيويورك أكبر تجمع حضري في المنطقة.

## التاريخ
انتقلت حدود المنطقة الزمنية الشرقية غربًا منذ أن تولّت لجنة التجارة بين الولايات (ICC) إدارة المنطقة الزمنية من خطوط السكك الحديدية في عام 1938. على سبيل المثال، تمّت إضافة مقاطعات أقصى الشرق والشمال في كنتاكي إلى المنطقة في الأربعينيات، وفي سنة 1961 ذهب معظم الولاية إلى الشرق. في عام 2000، تحولت مقاطعة وين، على حدود ولاية تينيسي، من الوسط إلى الشرقي.
في مارس 2018، أقرت الهيئة التشريعية لولاية فلوريدا مشروع قانون يطلب تفويضًا من الكونغرس للتوقيت الصيفي على مدار العام، والذي من شأنه أن يضع فلوريدا فعليًا في التوقيت الأطلنطي الموحد على مدار العام (باستثناء غرب نهر أبالاتشيكولا، والذي سيكون على التوقيت الرسمي الشرقي على مدار العام). تم اقتراح مشروع قانون مشابه لمقاطعة أونتاريو الكندية من قبل مجلسها التشريعي في أواخر عام 2020، والذي سيكون له تأثير مماثل على المقاطعة إذا تم إقراره.

## التوقيت الصيفي
بالنسبة لأولئك الموجودين في الولايات المتحدة، تم تقديم التوقيت الصيفي للمنطقة الزمنية الشرقية بواسطة قانون التوقيت الموحد لعام 1966، والذي حدّد تشغيل التوقيت الصيفي من الأحد الأخير من أبريل حتى الأحد الأخير في أكتوبر. تم تعديل القانون لجعل الأحد الأول من شهر أبريل بداية التوقيت الصيفي الذي يبدأ في عام 1987.
في وقت لاحق، مدّد قانون سياسة الطاقة لعام 2005 التوقيت الصيفي في الولايات المتحدة، بدءًا من عام 2007. ومنذ ذلك الحين، تغيّرت الأوقات المحلية في الساعة 2:00 صباحًا بالتوقيت الشرقي إلى 3:00 صباحًا بتوقيت شرق الولايات المتحدة في يوم الأحد الثاني من شهر مارس، والعودة ابتداء من الساعة 2:00 صباحًا بتوقيت شرق الولايات المتحدة إلى 1:00 صباحًا بتوقيت شرق الولايات المتحدة يوم الأحد الأول من شهر نوفمبر. في كندا، يبدأ التوقيت الصيفي وينتهي في الأيام والأوقات نفسها كما هو الحال في الولايات المتحدة.

## كندا
في كندا، تعتبر المقاطعات والأقاليم التالية جزءًا من المنطقة الزمنية الشرقية:
- أونتاريو
- كيبيك
- نونافوت

يلتزم الجميع بالتوقيت الصيفي المتزامن مع الولايات المتحدة، مع استثناءات قليلة.

## الولايات المتحدة
يتم تحديد الحدود بين المناطق الزمنية في قانون اللوائح الفيدرالية، مع توضيح الحدود بين المناطق الزمنية الشرقية والوسطى.
تقع سبع عشرة ولاية بالإضافة إلى وواشنطن العاصمة بالكامل داخل المنطقة الزمنية الشرقية، وهي:
- كونيتيكت
- ديلاوير
- جورجيا
- مين
- ماريلند
- ماساتشوستس
- نيوهامبشير
- نيو جيرسي
- نيويورك
- كارولاينا الشمالية
- أوهايو
- بنسلفانيا
- رود آيلاند
- كارولاينا الجنوبية
- فيرمونت
- فرجينيا
- فرجينيا الغربية

توجد خمس ولايات جزئيًا في المنطقة الزمنية الشرقية، مع الأجزاء المتبقية في المنطقة الزمنية الوسطى، وهي:
- فلوريدا: شبه الجزيرة ومناطق بيغ بيند شرق نهر أبالاتشيكولا، بجانب أجزاء من مقاطعة غولف جنوب الممر المائي داخل السواحل.
- إنديانا: جميعها باستثناء المناطق الشمالية الغربية (غاري) والجنوبية الغربية (إيفانسفيل)
- كنتاكي: شرق 60٪، بما في ذلك أكبر ثلاث مناطق حضرية في الولاية: لويزفيل، ليكسينغتون، شمال كنتاكي
- ميشيغان: جميعها، باستثناء مقاطعات شبه جزيرة ميشيغان العليا الأربع المتاخمة لولاية ويسكونسن: غوجيبيك وآيرون وديكنسون ومينوميني
- تينيسي: شرق تينيسي[12]

## المكسيك
- كينتانا رو: هذه هي الولاية المكسيكية الوحيدة التي تعتمد التوقيت الرسمي الشرقي. انتقلت من المنطقة الزمنية الوسطى إلى التوقيت الشرقي بعد جهد ضغط ناجح من قبل المصالح السياحية.[13] لا تلتزم كينتانا رو بالتوقيت الصيفي.

## جزر الكاريبي
تتبع جزر البهاما وهايتي رسميًا كُلاّ من التوقيت الرسمي الشرقي خلال أشهر الشتاء، والتوقيت الصيفي الشرقي خلال أشهر الصيف. تتبع كوبا عمومًا الولايات المتحدة بالتوقيت الشرقي الرسمي في الشتاء، والتوقيت الصيفي الشرقي في الصيف، لكن اليوم المحدد للتغيير يختلف من سنة إلى أخرى. تستخدم جزر كايمان وجامايكا التوقيت الرسمي الشرقي على مدار العام.

### جزر تركس وكايكوس
اتبعت جزر تركس وكايكوس التوقيت الشرقي مع التوقيت الصيفي حتى عام 2015، عندما تحولت إلى المنطقة الزمنية الأطلسية. عادت جزر تركس وكايكوس إلى جدول ما قبل 2015 في مارس 2018. سلّطت ورقة استشارية صدرت عام 2017 الضوء على ميزة الأعمال والسياحة لوجودها في نفس المنطقة الزمنية مثل شرق الولايات المتحدة كعامل مهم في القرار.

## أمريكا الوسطى والجنوبية
في أمريكا الوسطى، تستخدم البلدان من غواتيمالا إلى كوستاريكا التوقيت العالمي المنسق (ت ع م−06:00) على مدار العام، لكن بنما تستخدم التوقيت القياسي الشرقي (ت ع م−05:00) على مدار العام.
في أمريكا الجنوبية، تستخدم ولاية أكري والجزء الجنوبي الغربي من ولاية الأمازون (كلاهما في البرازيل)، إلى جانب كولومبيا، والإكوادور (باستثناء جزر غالاباغوس، التي تعتمد التوقيت الرسمي المركزي)، وبيرو أيضًا تعتمد التوقيت القياسي الشرقي على مدار السنة.